# Shàolín-sì
Lo Shàolín-sì (cinese 少林寺, Tempio di Shàolín, giapponese Shōrin-ji, coreano 소림사 Sorimsa), anche conosciuto come Monastero Shàolín, è un importante tempio nella storia del buddhismo cinese fondato nel V secolo. È riconosciuto come il luogo di nascita del Buddhismo Chán e la culla dello Shaolinquan. Si trova nell'attuale regione dell'Henan ed è situato sul versante settentrionale del monte Sōngshān (嵩山), quindi nei pressi dell'antica capitale Luoyang. Il nome richiama la sua posizione nell'antico bosco (林 lín) del monte Shaoshi, nelle montagne Shongshan. Il monte Song ha occupato una posizione priminente fra le montagne sacre della Cina, già dal I secolo a.C., quando fu proclamato uno dei Cinque Picchi Sacri. (五岳 wǔyuè). Si trova a 48 km a sud di Luoyang, l'antica capitale della Dinastia dei Wei del Nord (386–534), e 72 km a sud di Zhengzhou, la moderna capitale della provincia dello Henan.

La provincia di Henan

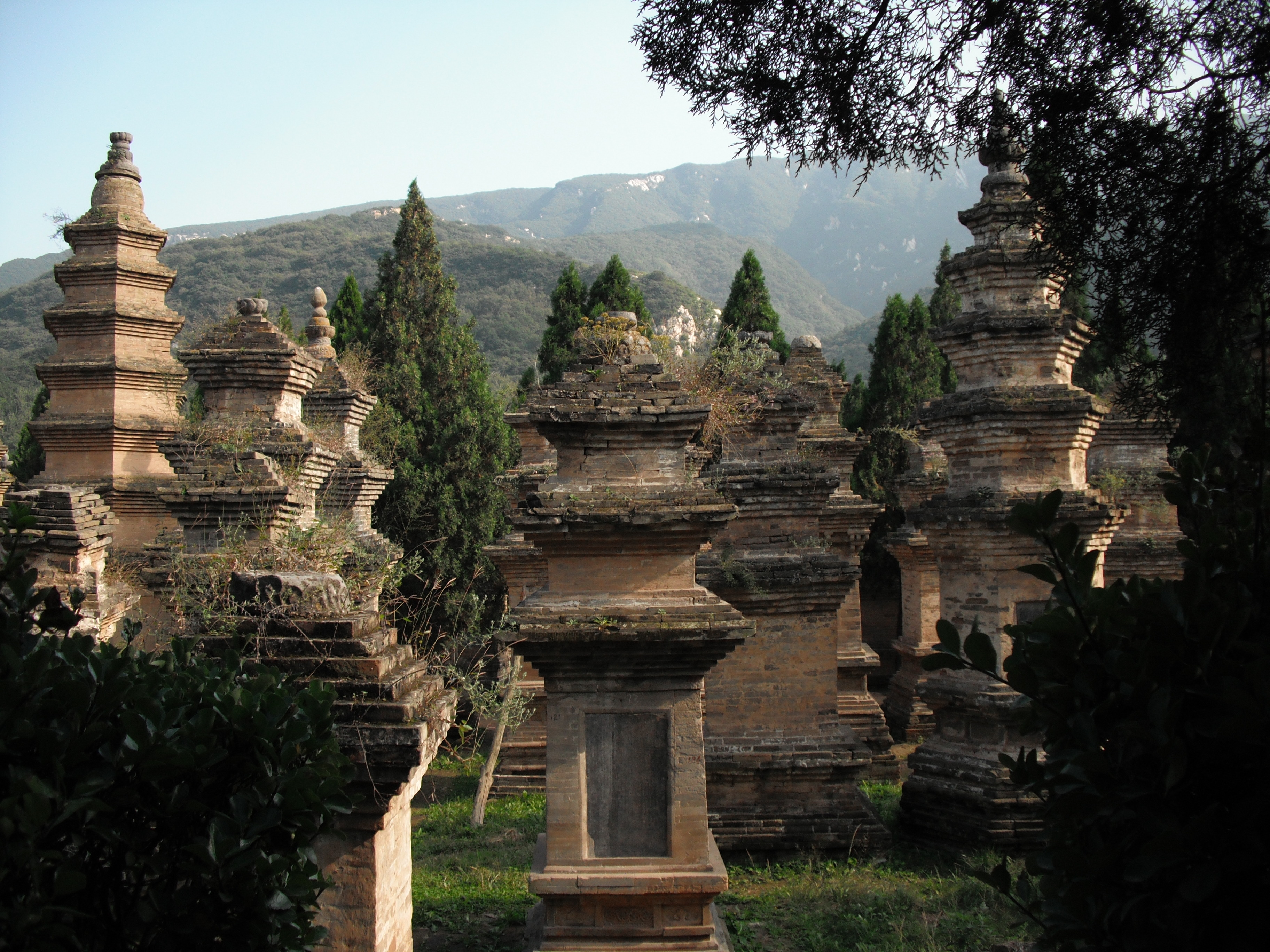
La Foresta della Pagoda, situata a circa 300 metri dal monastero

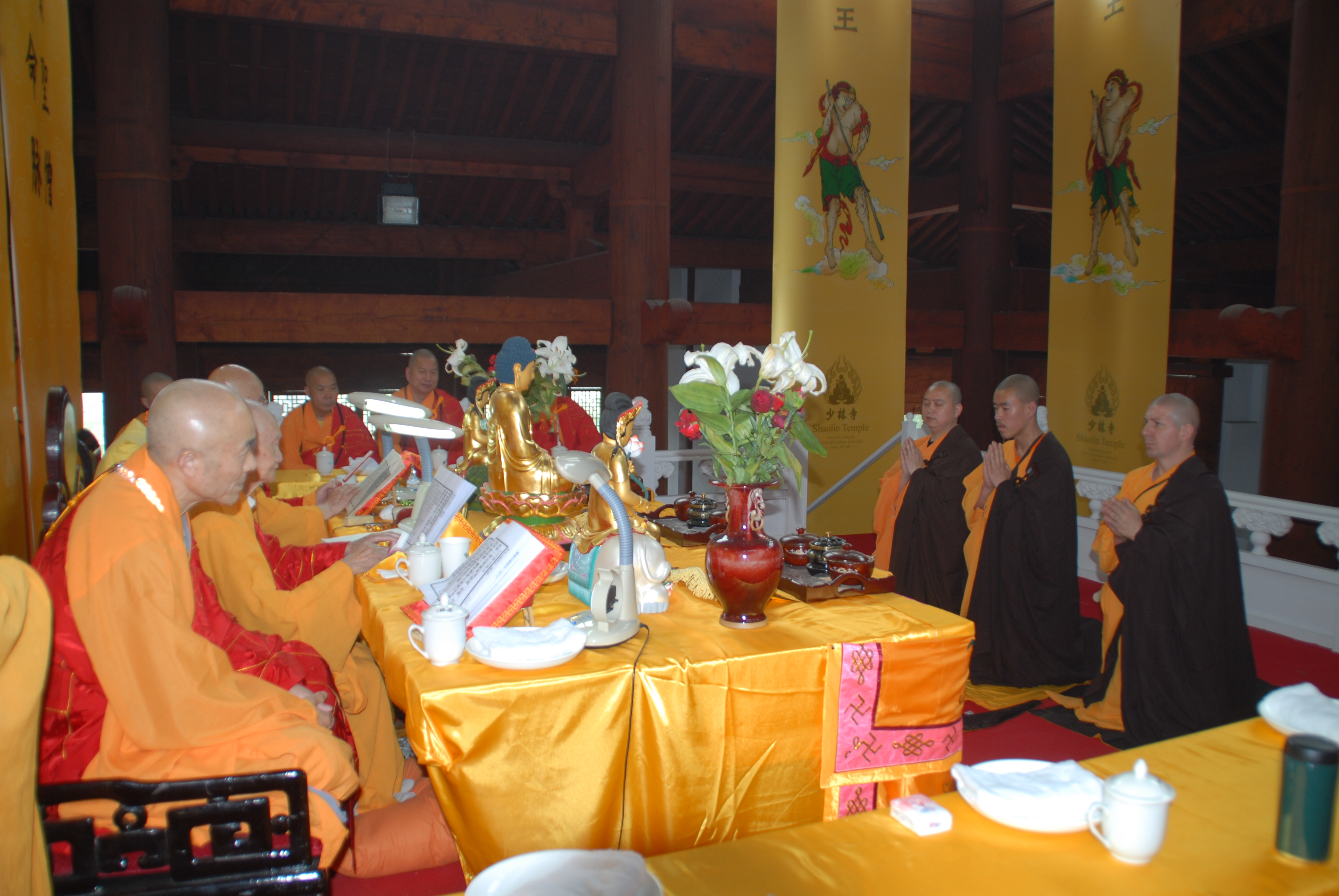
Maestri e monaci del tempio

Lo storico complesso architettonico del Tempio, notevole per le sue profonde connotazioni culturali e la sua grande bellezza, è stato inserito all'interno della lista dei patrimoni dell'umanità dell'UNESCO. Oltre ai suoi contributi nello sviluppo del Buddismo in Cina e al suo valore storico, culturale e artistico, il tempio è famoso per la sua tradizione di arti marziali. I monaci Shàolín si sono dedicati alla ricerca, alla creazione e al continuo sviluppo e perfezionamento dello Shaolinquan.
I pilastri principali della cultura Shàolín sono il Buddismo Chán (禅 Chán), le arti marziali (武 wǔ), l'arte Buddhista (艺 yì) e la medicina tradizionale cinese (医 yī). Questo patrimonio culturale, ancora parte integrante della vita quotidiana del tempio, rappresenta la civiltà cinese. Un gran numero di celebrità, figure politiche e monaci si recano al tempio per visite, pellegrinaggi e scambi culturali. Inoltre, grazie al lavoro di centri culturali e discepoli esteri, la cultura Shàolín si è diffusa nel mondo come simbolo della cultura cinese.

## Storia
Secondo lo Xùgāosēngzhuàn (續高僧傳, T.D. 2060.50.425a-707a) redatto da Dàoxuān (道宣, 596-667) tale monastero fu fondato dall'imperatore della Dinastia Wei settentrionale, Xiàowén (孝文, conosciuto anche come Yuánhóng, 元宏, regno: 471-99) nel 496 sotto il niánhào Tàihé (太和), dopo che aveva fatto spostare la capitale a Luoyang. Questo imperatore venerava la figura, non si sa se storica o leggendaria, di un monaco indiano di nome Batuo che predicava il buddismo Theravada in Cina e divenne il primo patriarca del monastero. Questo avvenne nell'anno 477, secondo le Biografie di Eminenti Monaci di Daoxuan (645),
Batuo - o anche Bátuóluó, 跋陀羅, ma non va confuso con il monaco indiano e traduttore di testi dal sanscrito al cinese, Buddhabhadra) che aveva trasmesso il Dharma al monaco cinese Sēngchóu (僧稠, 480-560) proprio sul monte Sōngshān - si dedicò alla traduzione di scritture buddiste e a predicare le dottrine a centinaia dei suoi seguaci. Secondo la leggenda, Bodhidharma, il ventottesimo patriarca del Buddhismo Mahāyāna, arrivò al tempio Shàolín nel 527. Passò nove anni a meditare in una grotta del picco Wuru e diede vita alla tradizione Chan al tempio Shàolín. Da allora, Bodhidharma fu onorato come il patriarca del Buddismo Chán. Ma gli studiosi considerano leggendarie queste indicazioni delle fonti tradizionali. Secondo Bernard Faure, quando il discepolo di Hóngrěn (弘忍, 601-674), Fǎrù (法如, 638-689), si stabilì nel 686 nel tempio di Shàolín, vi diffuse le dottrine della scuola Dámózōng (nome originario del Buddhismo Chán) e venne a crearsi un sintesi sui personaggi di Bodhidharma, Botuo e Sēngchóu, probabile origine della leggendaria presenza di Bodhidharma in questo tempio. Accertata storicamente è stata invece la presenza, in questo tempio, del monaco indiano e traduttore di testi dal sanscrito al cinese Bodhiruci (?-527).
Verso la fine della dinastia Qing il tempio Shaolin era abbandonato. Due le cause secondo Zhang Jiata: la prima è attribuita alla incapacità dell'abate di comandare, che fece sì che il Tempio venisse razziato da ufficiali, soldati e banditi e che malavitosi locali spesso andassero al tempio ad estorcere denaro; la seconda è invece attribuita a molti dei monaci che avrebbero commesso ogni sorta di nefandezze. I monaci di più alto grado frequentavano i signorotti locali e si invitavano reciprocamente a giocare e a bere. La frequentazione di prostitute era divenuta un vero e proprio scandalo. Questo stato di cose venne infine decretato nel 1842 con una proclamazione ufficiale.
Il poeta Shi Yizan, nel suo poema "Visitando il tempio Shaolin con un mio amico" ebbe a dire: Chi c'è che conosce le dottrine dei nostri Fondatori? Da lungo tempo la ottima tradizione del Tempio è stata abbandonata. L'arte marziale affascinante è senza il suo incantesimo, si parla sempre meno delle dottrine Buddiste.
Nonostante questa situazione, non mancarono atti di eroismo: nel 1920 il bonzo Henglin si oppose ad una banda di briganti nell'area di Dengfeng.
Durante il periodo Repubblicano la situazione di abbandono è addirittura peggiorata.
Il colpo finale alla storia del Tempio di Shaolin, dell'Henan e la sua maggiore distruzione, venne dato nel 1928 durante le Lotte dei Signori della Guerra: il Monastero smise di essere centro religioso ed un signore della guerra Fan Zhongxiu (樊钟秀) sfruttò la struttura come base militare. In seguito all'attacco del generale Shi Yousan (石友三), i monaci fuggirono e pazzo di rabbia il generale fece bruciare il tempio e gli archivi inerenti alle arti marziali. Solo i principali edifici vennero risparmiati dal fuoco ma l'incendio si narra che durò ben 40 giorni.
In questa epoca molti Sengbing (Monaci Guerrieri) entrarono negli eserciti di alcuni Signori della Guerra, come il caso di Miaoxing (妙兴, 1891-1927), allievo di Henglin (恒林, 1865-1928), morì combattendo per il signore della guerra Wu Peifu.
Un Sengbing Shaolin, molto famoso fu il generale Xu Shiyou (许世友, 1905-1986) che dopo una vita avventurosa divenne un membro di primo piano dell'establishement Comunista.
Anche gli invasori giapponesi, che conquistarono l'Henan nel 1944 distrussero importanti resti storici del Tempio ed inoltre fecero un grave atto di oltraggio violentando una donna all'entrata del monastero.
Un altro grave danneggiamento del tempio e delle sue arti marziali è avvenuto durante la cosiddetta Rivoluzione Culturale.

Il tempio venne ricostruito nel 1970 dal governo comunista per adibire l'area a parco naturale. 
In questi ultimi anni il Governo cinese sta costruendo diverse nuove ali, come quelle ormai vecchie e decadenti sono state completamente distrutte per poi essere fedelmente ricostruite.
Tiziano Terzani ha descritto la restaurazione del Tempio Shaolin ed il notevole interesse che questa riapertura ha suscitato, sulla scia del successo del film I giganti del karaté con Li Lianjie. Lo scrittore italiano ha mosso un'aspra critica nei confronti dei Monaci dell'epoca che vengono visti troppo interessati ai guadagni più che alla dimensione spirituale; anche lo Shaolinquan che insegnano viene giudicato lontano dall'arte marziale “originaria”. Molti condividono questi pareri, anche negli ambienti marziali.
Bisogna aggiungere che lo scritto di Terzani, al di là della giusta denuncia e della corretta cronaca di questi avvenimenti, esso stesso è infarcito per quanto riguarda il passato dello Shaolinquan, di idee riprese dall'alone leggendario del tempio e dalle storie Wuxia più che da una realtà storica ben provata.
Oggi il ruolo economico dello Shaolinquan e del Tempio Shaolin sono fatti realizzati: nei dintorni del tempio sorgono centinaia di scuole, ben avviate; l'ingresso all'area del tempio costa 100 Yuan, cifra molto alta per un normale pellegrino Buddista cinese.

## Arti marziali
Il tempio di Shàolín venne collegato alla pratica delle arti marziali. Il tempio è stato un importante punto di contatto tra la pratica meditativa buddhista e le nascenti arti marziali, per le quali i monaci divennero molto famosi in tutta la Cina. Secondo molti maestri la prima vera e propria arte marziale orientale fu quella praticata nel monastero, denominata shaolin-quan, la cui forma originale è andata perduta ma è stata ricostruita sulla base degli stili derivati. Benché lo stile di Shaolin propriamente detto sia andato perduto, agli inizi del ventesimo secolo questo è stato infatti ricostruito sulla base degli stili praticati nei dintorni ed è oggi uno stile estremamente diffuso e famoso. Vennero riabilitati alcuni monaci che insegnarono a giovani praticanti, condotte ricerche, ricostruiti e forse modificati Taolu. Ne sia un esempio lo Xiao Hongquan che in origine era una sequenza lunghissima e venne trasformata in alcune sequenze più corte.
Attualmente i monaci sono molto noti per la loro abilità nelle arti marziali.

## Cultura popolare
Il Shaolin appare in numerose opere letterarie e artistiche storiche e contemporanee della Cina, inclusi La banda dei brocchi e le opere di Jin Yong. Nei romanzi di Jin Yong, il Tempio Shaolin e la setta Wudang sono spesso rappresentati come le più importanti fazioni di arti marziali.
Nell'animazione del 1961 La rivolta del cielo, il tempio dentro cui si trasforma Sun Wukong è modellato sulla porta principale del Tempio Shaolin.